# Lily Stern
Lily Stern (* 22. März 2005 in Nové Zámky) ist eine slowakische Eishockeyspielerin.

## Karriere
Zur Saison 2018/19 schloss Lily Stern sich dem ŽHKm Zvolen aus der Extraliga, der höchsten Liga im slowakischen Fraueneishockey, an. Mit ihrem Team qualifizierte sie sich für die Playoffs, wo man aber sowohl die Halbfinalserie als auch die Serie um den dritten Platz verlor. Zur darauffolgenden Saison schloss sie sich den ŠKP Bratislava und spielte für deren Frauenmannschaft im EWHL Super Cup 2019, wo man in der Hauptrunde als Sechster die Qualifikation für das Finalturnier verpasste. In der durch die COVID-19-Pandemie beeinträchtigen Saison 2020/21 spielte mit einer Ausnahmegenehmigung nur ein Spiel für die U16-Junioren des HC Nové Zámky in der höchsten slowakischen Liga in dieser Altersklasse. Zur darauffolgenden Saison ging sie nach Nordamerika und spielte für die HTI Stars. In der Saison 2022/23 spielte sie für die Ontario Hockey Acadamy Tardiff in der U22-Liga der Ontario Women’s Hockey Association.

### International
Nachdem sie bereits für die Slowakei an der U18-Weltmeisterschaft 2020, wurde sie vom Slovenský olympijský a športový výbor für die Olympischen Jugend-Winterspiele 2020 in Lausanne nominiert. Dort trat sie im Nationenturnier an und konnte mit ihrer Mannschaft die olympische Bronzemedaille gewinnen. Nachdem sie weitere Male für die U18-Nationalmannschaft der Slowakei an Weltmeisterschaften teilgenommen hatte, hatte Lily Stern auch schon erste Einsätze in der slowakischen Nationalmannschaft. So wurde sie zum Beispiel am 8. April 2023 beim Testspiel gegen Österreich eingesetzt. Dabei konnte sie das entscheidende Tor von Tatiana Korenková in der Overtime vorbereiten.

## Erfolge und Auszeichnungen
- 2020 Bronzemedaille bei den Olympischen Jugend-Winterspielen